# Васильевка (Курганская область)
Васильевка — село в Половинском районе Курганской области. Административный центр и единственный населённый пункт Васильевского сельсовета.

## География
Расположено у болота Зыбочного.

## История
До 1917 года входило в состав Башкирской волости Курганского уезда Тобольской губернии. По данным на 1926 год состояло из 338 хозяйств. В административном отношении являлось центром Васильевского сельсовета Половинского района Курганского округа Уральской области.

## Население
| 1989 | 2002 | 2010 | 2012 | 2013 | 2014 | 2015 |
| ---- | ---- | ---- | ---- | ---- | ---- | ---- |
| 502  | ↘469 | ↘302 | ↘292 | ↗295 | ↘272 | ↘247 |
| 2016 | 2017 | 2018 | 2019 | 2020 |      |      |
| ↘246 | ↘241 | ↘236 | ↗237 | →237 |      |      |

По данным переписи 1926 года в селе проживало 1973 человека (940 мужчин и 1033 женщины), в том числе: русские составляли 95 % населения, украинцы — 3 %.